# الرويس (أحور)

تعديل مصدري - تعديل